# Red (альбом Тейлор Свифт)
Red (с англ. — «красный») — четвёртый студийный альбом американской певицы Тейлор Свифт, изданный 22 октября 2012 года под звукозаписывающим лейблом Big Machine. За первую неделю продаж в США было куплено более 1,2 миллиона копий альбома, это самый большой показатель продаж за последние десять лет. «Red» дебютировал на первой строчке чарта Billboard 200 и оставался на первой позиции в US Billboard Top Country Albums в общей сложности 16 недель. Также альбом стал первым в чартах Великобритании, Австралии, Канады, Ирландии и Новой Зеландии.
Журнал Rolling Stone включил его в список 500 величайших альбомов всех времён, а в январе 2025 года альбом занял 36-е место в списке The 250 Greatest Albums of the 21st Century So Far. По состоянию на июнь 2021 года только в США тираж Red превысил 7,5 млн альбомных эквивалентных единиц.
Название и обложка альбома были официально представлены певицей 13 августа 2012 года в день премьеры первого сингла с этого диска — «We Are Never Ever Getting Back Together». Следующие четыре промосингла были выпущены в течение месяца до релиза альбома, три из которых дебютировали в первой десятке чарта Billboard Hot 100. Альбом создавался в сотрудничестве с продюсерами и приглашенными артистами, такими как Гари Лайтбоди и Эд Ширан. В этом альбоме Тейлор экспериментировала с новыми музыкальными жанрами. Альбом включает в себя 16 треков (без бонус-материалов).
Перезаписанная версия Red, Red (Taylor’s Version), вышла 12 ноября 2021 года.

## Информация об альбоме
Тейлор Свифт пояснила смысл названия альбома следующим образом:
«Различные эмоции, о которых написан этот альбом, в основном характеризуют бурные, безумные, сумасшедшие, напряжённые, полу-токсичные отношения, пережитые мной за последние два года. Все эти эмоции — начиная от сильной любви, сильного разочарования, ревности, замешательства, все они — в моём восприятии — красного цвета… В этих эмоциях нет ничего бежевого.»
Первым синглом с альбома, вышедшим 13 августа 2012 года, стала песня «We Are Never Ever Getting Back Together», занявшая впоследствии первое место хит-парада Billboard Hot 100. С 623 000 скачиваний в первую неделю, песня заняла второе место среди самых продаваемых синглов в истории цифровой музыки (с 1991 года), уступив лишь хиту Flo Rida «Right Round» выпущенному в 2009 году. На данный момент сингл имеет более трех миллионов загрузок в США.
Второй сингл «Begin Again» был выпущен на ITunes 25 сентября 2012. Через несколько часов после релиза в ITunes, он стал номером один, став тем самым первым синглом сместившим песню Psy «Gangnam Style» на вторую строчку. Песня продана тиражом 299 000 цифровых копий в первую неделю продаж и дебютировала под номером семь в Billboard Hot 100.
Песня «I Knew You Were Trouble» была выпущена 27 ноября 2012 года в качестве третьего сингла. Тейлор Свифт стала первой исполнительницей в истории цифровой музыки, которая имеет две песни с альбома, дебютировавшие с объемом продаж более 400 000 копий. Песня дебютировала под номером три в Billboard Hot 100 с 416 000 проданных копий в первую неделю. Сингл «I Knew You Were Trouble» стал коммерчески успешным с продажами более трех миллионов копий в США на сегодняшний день.
Четвёртым синглом с альбома стала песня «22».
Пятый сингл — песня «Red».
Шестым синглом с альбома «Red» стала совместная с Эдом Шираном песня «Everything Has Changed».
Седьмой сингл «The Last Time», который Тейлор спела с Гэри Лайтбоди, был выпущен 19 октября 2013 года.

## Отзывы
| Совокупная оценка    | Совокупная оценка |
| Источник             | Оценка            |
| -------------------- | ----------------- |
| Metacritic           | 77/100            |
| Оценки критиков      |                   |
| Источник             | Оценка            |
| AllMusic             | [ 12 ]            |
| The A.V. Club        | B+                |
| Billboard            | Positive          |
| Entertainment Weekly | B+                |
| Los Angeles Times    | [ 16 ]            |
| The Guardian         | [ 17 ]            |
| Rolling Stone        | [ 18 ]            |
| Slant Magazine       | [ 19 ]            |
| Spin                 | 8/10              |
| Sputnikmusic         | 2/5               |
| Robert Christgau     | A−                |
| Pitchfork            | 9.0/10            |

В целом Red получил положительные отзывы от современных критиков, большинство из которых высоко оценили авторское мастерство Свифт.. Джон Долан из Rolling Stone назвал альбом «16-песенным гейзером своевольной эклектики», сказал, что Свифт «часто удается присоединиться к традиции Джони Митчелл и Кароль Кинг по созданию эмоциональных карт звездного неба», и что «когда она действительно в ударе, ее песни похожи на татуировки». Брэд Нельсон из Pitchfork отметил «вновь обретенное терпение Свифт к наблюдениям» и более глубокое исследование эмоций в песнях Red.
Продюсирование альбома разделило мнения критиков. Billboard похвалил радиолюбительские мелодии Red, которые привели Свифт к еще большей славе. Стивен Томас Эрлевайн из AllMusic утверждал, что хотя тексты Свифт о романтических отношениях и социальной тревоге звучат несколько неуклюже, они добавляют содержание к «первозданным поп-конфетам», что делает Red привлекательным альбомом. Кейт Моссман из The Guardian назвала альбом «одной из лучших фантазий, когда-либо созданных поп-музыкой». Робертс был впечатлен различными музыкальными стилями, поскольку Свифт «стремится к чему-то более грандиозному и завершенному». Караманика согласился, отметив, что продюсирование — яркая особенность Red, которая доказывает, что Свифт больше поп-звезда, чем кантри-певица.
Критики часто называли Red признаком взросления Свифт. Billboard считал Red ее первым взрослым поп-альбомом, описывая ее предыдущие работы как работы «опытного подростка». Караманика заявил, что ее рост был «в основном музыкальным, а не опытным». Он отметил, что она начала проявлять больше зрелости как стратег и взрослый человек. Караманика утверждал, что есть признаки того, что Ред показывает, что ее «тело так же живо, как и ее разум», что было «территорией, которую она обычно пропускала до этого момента». Долан считал альбом частью «наплывом зрелости под влиянием Джони Митчелл» и частью поп-музыки, описывая это сочетание как «не просто неизбежное, но и естественное». Майкл Роббинс из Spin охарактеризовал альбом как запись, «полную взрослых удовольствий».
Некоторые рецензенты были более сдержанны в своих похвалах. Джонатан Киф из Slant Magazine посчитал Red недостаточно последовательным, чтобы быть «по-настоящему великим», но утверждал, что некоторые из песен - «лучшая работа в карьере Свифт, которая теперь звучит как поп-звезда, которой ей суждено было стать с самого начала». Майкл Галлуччи из The A.V. Club утверждал, что музыка была более амбициозной, чем предыдущие записи Свифт, но считал альбом в целом «сложным и иногда несфокусированным». Он считал дуэты скучными, а периодическое использование Auto-Tune - «звучащим как любое количество неотличимых друг от друга поп-певиц». Роберт Кристгау, написавший для MSN Music, счел Red неполноценной версией альбома Magnetic Fields 1999 года 69 Love Songs, но высоко оценил «Begin Again» и «Stay Stay Stay», считая, что они «остаются счастливыми и бьют так же сильно», как и песни с 69 Love Songs. Джеймс Лахно из The Daily Telegraph счел продюсирование раздутым и отметил, что альбом был бы лучше, если бы Свифт полностью приняла мейнстрим-поп и отказалась от своего старого кантри-звучания. Месфин Фекаду из Associated Press утверждал, что альбом «звучит пусто» по сравнению с Fearless (2008) и Speak Now (2010), но похвалил «I Almost Do» и дуэты.

## Награды и номинации
| Год  | Организация                        | Награда                                     | Результат | Ссылка        |
| ---- | ---------------------------------- | ------------------------------------------- | --------- | ------------- |
| 2013 | Academy of Country Music Awards    | Album of the Year                           | Номинация | [ 31 ]        |
| 2013 | American Music Awards              | Favorite Pop/Rock Album                     | Номинация | [ 32 ]        |
| 2013 | American Music Awards              | Favourite Country Album                     | Победа    | [ 32 ]        |
| 2013 | Billboard Music Award              | Top Billboard 200 Album                     | Победа    | [ 33 ]        |
| 2013 | Billboard Music Award              | Top Country Album                           | Победа    | [ 33 ]        |
| 2013 | Canadian Country Music Association | Top Selling Album                           | Победа    | [ 34 ]        |
| 2013 | Country Music Association Awards   | Album of the Year                           | Номинация | [ 35 ] [ 36 ] |
| 2013 | Juno Award                         | International Album of the Year             | Номинация | [ 37 ]        |
| 2013 | Sirius XM Awards                   | International Album of the Year             | Номинация | [ 38 ]        |
| 2013 | Telehit Awards                     | Best Female Pop Album                       | Победа    | [ 39 ]        |
| 2014 | Country Music Awards of Australia  | Top Selling International Album of the Year | Победа    | [ 40 ]        |
| 2014 | Grammy Award                       | Best Country Album                          | Номинация | [ 41 ]        |
| 2014 | Grammy Award                       | Album of the Year                           | Номинация | [ 41 ]        |
| 2014 | World Music Awards                 | World’s Best Album                          | Победа    | [ 42 ]        |

### Годовые итоговые списки
Red включён во многие итоговые списки лучших альбомов 2012 года, а также в ретроспективные списки.
В 2024 году журнал Paste поместил альбом на 171-е место в списке «300 величайших пластинок всех времён» отметив, что он продемонстрировал, как «мегазвезда претерпела кардинальные изменения — она ушла от своего юношеского кантри к более реализованному поп-звучанию» и «Red впервые представил Свифт как полноценную, настоящую поп-звезду».
| Публикация            | Список                                  | Ранг | Ссылка |
| --------------------- | --------------------------------------- | ---- | ------ |
| Associated Press      | AP Music Writers' Top 10 Albums of 2012 | 2    | [ 44 ] |
| Billboard             | 10 Best Albums of 2012 Critic’s Picks   | 5    | [ 45 ] |
| The Daily Beast       | Best Music Albums of 2012               | 7    | [ 46 ] |
| The Guardian          | The Best Albums of 2012                 | 16   | [ 47 ] |
| Idolator              | The Best Albums of 2012                 | 2    | [ 48 ] |
| MTV News              | Best Albums of 2012                     | 3    | [ 49 ] |
| Newsday               | Best Albums of 2012                     | 6    | [ 50 ] |
| The New York Times    | Jon Caramanica's Top 10 Albums of 2012  | 2    | [ 51 ] |
| Pazz & Jop            | Top 100 Albums of 2012                  | 17   | [ 52 ] |
| PopMatters            | The 75 Best Albums of 2012              | 23   | [ 53 ] |
| Rolling Stone         | 50 Best Albums of 2012                  | 31   | [ 54 ] |
| The Salt Lake Tribune | 10 Best Albums of 2012                  | 10   | [ 55 ] |
| Spin                  | Spin’s 50 Best Albums of 2012           | 38   | [ 56 ] |
| Stereogum             | Stereogum’s Top 50 Albums Of 2012       | 19   | [ 57 ] |

### Итоговые списки десятилетия
| Публикация       | Список                                               | Ранг | Ссылка |
| ---------------- | ---------------------------------------------------- | ---- | ------ |
| AllMusic         | The AllMusic Decade In Review                        | N/A  | [ 58 ] |
| Atwood Magazine  | Our Favorite Albums of the Decade                    | N/A  | [ 59 ] |
| Billboard        | The 100 Greatest Albums of the 2010s                 | 4    | [ 60 ] |
| Chorus.fm        | Top 50 Albums of the 2010s                           | 6    | [ 61 ] |
| Chorus.fm        | Craig Manning’s Top 200 Favorite Albums of the 2010s | 1    | [ 62 ] |
| Cleveland.com    | 100 Greatest Albums of the 2010s                     | 14   | [ 63 ] |
| Genius           | The Genius Community’s 100 Best Albums of the 2010s  | 73   | [ 64 ] |
| The Independent  | The 50 Best Albums of the Decade                     | 16   | [ 65 ] |
| Insider          | 15 of the Best Albums of the Decade                  | 1    | [ 66 ] |
| The Mercury News | The 50 Best Albums of the Decade                     | 21   | [ 67 ] |
| Pitchfork        | The 200 Best Albums of the 2010s                     | 59   | [ 68 ] |
| Rolling Stone    | The 100 Best Albums of the 2010s                     | 4    | [ 69 ] |
| Rolling Stone    | Rob Sheffield's 25 Best Albums of the 2010s          | 1    | [ 70 ] |
| Stereogum        | The 100 Best Albums of the 2010s                     | 10   | [ 71 ] |
| Tampa Bay Times  | The 10 Best Albums of the 2010s                      | 9    | [ 72 ] |
| Taste of Country | The 50 Best Country Albums of the 2010s              | 13   | [ 73 ] |
| Uproxx           | All The Best Albums Of The 2010s, Ranked             | 3    | [ 74 ] |

## Список композиций
| №                   | Название                                                    | Автор(ы)                       | Продюсер(ы)              | Длительность |
| ------------------- | ----------------------------------------------------------- | ------------------------------ | ------------------------ | ------------ |
| 1.                  | «State of Grace»                                            | Тейлор Свифт                   | Нейтан Чапман, Свифт     | 4:55         |
| 2.                  | «Red»                                                       | Свифт                          | Dann Huff, Чапман, Свифт | 3:43         |
| 3.                  | «Treacherous»                                               | Свифт, Dan Wilson              | Wilson                   | 4:02         |
| 4.                  | «I Knew You Were Trouble»                                   | Свифт, Max Martin, Shellback   | Martin, Shellback        | 3:39         |
| 5.                  | «All Too Well»                                              | Свифт, Liz Rose                | Чапман, Swift            | 5:29         |
| 6.                  | «22»                                                        | Свифт, Martin, Shellback       | Martin, Shellback        | 3:52         |
| 7.                  | «I Almost Do»                                               | Свифт                          | Чапман, Свифт            | 4:04         |
| 8.                  | «We Are Never Ever Getting Back Together»                   | Свифт, Martin, Shellback       | Martin, Shellback        | 3:11         |
| 9.                  | «Stay Stay Stay»                                            | Свифт                          | Чапман, Свифт            | 3:25         |
| 10.                 | «The Last Time» (при участии Gary Lightbody из Snow Patrol) | Свифт, Lightbody, Jacknife Lee | Lee                      | 4:59         |
| 11.                 | «Holy Ground»                                               | Свифт                          | Jeff Bhasker             | 3:22         |
| 12.                 | «Sad Beautiful Tragic»                                      | Свифт                          | Чапман, Swift            | 4:44         |
| 13.                 | «The Lucky One»                                             | Свифт                          | Bhasker                  | 4:00         |
| 14.                 | «Everything Has Changed» (при участии Ed Sheeran)           | Свифт, Sheeran                 | Butch Walker             | 4:05         |
| 15.                 | «Starlight»                                                 | Свифт                          | Huff, Чапман, Свифт      | 3:40         |
| 16.                 | «Begin Again»                                               | Свифт                          | Huff, Чапман, Свифт      | 3:57         |
| Общая длительность: | Общая длительность:                                         | Общая длительность:            | Общая длительность:      | 65:09        |

| №                   | Название                                | Автор(ы)            | Продюсеры           | Длительность |
| ------------------- | --------------------------------------- | ------------------- | ------------------- | ------------ |
| 1.                  | «The Moment I Knew»                     | Свифт               | Чапман, Свифт       | 4:46         |
| 2.                  | «Come Back... Be Here»                  | Свифт, Wilson       | Wilson              | 3:43         |
| 3.                  | «Girl at Home»                          | Свифт               | Чапман, Свифт       | 3:40         |
| 4.                  | «Treacherous» (Original Demo Recording) | Свифт, Wilson       | Wilson              | 4:00         |
| 5.                  | «Red» (Original Demo Recording)         | Свифт               | Чапман, Свифт       | 3:47         |
| 6.                  | «State of Grace» (Acoustic Version)     | Свифт               | Чапман, Свифт       | 5:23         |
| Общая длительность: | Общая длительность:                     | Общая длительность: | Общая длительность: | 25:16        |

## Принимали участие

### Музыканты
- Тейлор Свифт — акустическая гитара
- Нейтан Чепмен — бас-гитара, барабаны, акустическая гитара, электрогитара, клавишные, мандолина, перкуссия, фортепиано, соло, синтезатор
- Пегги Болдуин — виолончель
- Бретт Бандуччи — альт
- Джефф Бхаскер — бас-гитара, клавишные, фортепиано
- Дж. Бонилла — ударные, перкуссия
- Ник Буда — барабаны
- Том Буковац — электрогитара
- Дэвид Кэмпбелл — струнные аранжировки, дирижирование
- Дафна Чен — скрипка
- Лорен Чипман — альт
- Эрик Даркен — перкуссия
- Марсия Дикштейн — арфа
- Ричард Додд — виолончель
- Пол Франклин — стальная гитара
- Эрик Горфейн — скрипка
- Данн Хафф — бузуки, электрогитара, высокая гитара, мандолина
- Чарли Джадж — аккордеон, орган Хаммонда, фортепиано, пианино, струнные, синтакс, синтезатор
- Джина Кронштадт — скрипка
- Джон Кровоза — виолончель
- Мариса Куни[75] — скрипка
- Джекнайф Ли — бас-гитара, гитара, клавишные
- Макс Мартин — клавишные
- Грант Микельсон — гитара
- Андерс Муридсен — гитара
- Джейми Мухоберак[76] — виолончель
- Нели Николаева — скрипка
- Оуэн Паллетт — дирижер, оркестровка
- Раду Пипти[77] — скрипка
- Симеон Пиллич — контрабас
- Уэс Прекурт — скрипка
- Билл Рифлин — барабаны
- Shellback — бас-гитара, гитара, акустическая гитара, электрогитара, клавишные
- Джейк Синклер — бас-гитара
- Джимми Ли Слоас — бас-гитара
- Аарон Стерлинг — барабаны
- Джефф Такигучи — контрабас
- Энди Томпсон — гитара, электрическое пианино
- Илья Тошинский — мандолина
- Бутч Уокер — барабаны, гитара, клавишные, перкуссия
- Патрик Уоррен — струнные аранжировки
- Эми Уикман — скрипка
- Дэн Уилсон — бас-гитара, электрогитара, фортепиано
- Родни Вирц — скрипка
- Джонатан Юдкин — скрипка, скрипка

### Производство
- Тейлор Свифт — написание песен, производство
- Нейтан Чепмен — производство, звукоинженер
- Джо Болдридж — звукоинженер
- Сэм Белл — звукоинженер
- Мэтт Бишоп — звукоинженер
- Дельберт Бауэрс — помощник
- Чед Карлсон — звукоинженер
- Том Койн — мастеринг
- Леланд Эллиотт — помощник
- Джефф Бхаскер — производство
- Эрик Эйландс — помощник
- Грег Фюсс — помощник
- Крис Галланд — помощник
- Сербан Генея — сведение
- Мэтти Грин — помощник
- Джон Хейнс — инженер по сведению
- Сэм Холланд — звукоинженер
- Данн Хафф — производство
- Дэвид Хафф — цифровое редактирование
- Майкл Ильберт — звукоинженер
- Тайлер Сэм Джонсон — гитарист
- Джекнайф Ли — звукоинженер, производство, автор песен, программирование
- Гэри Лайтбади — написание песен
- Стив Маркантонио — звукоинженер
- Мэнни Маррокен — смешивание
- Макс Мартин — производство, написание песен
- Сет Мортон — помощник
- Джастин Найбанк — сведение
- Крис Оуэнс — помощник
- Джон Рауш — звукоинженер
- Мэтт Рауш — звукоинженер
- Тим Робертс — помощник
- Эрик Робинсон — звукоинженер
- Лиз Роуз — написание песен
- Павел Сек — звукоинженер
- Shellback — производство, написание песен, программирование
- Эд Ширан — написание песен
- Джейк Синклер — звукоинженер
- Марка «Спайк» Стент — сведение
- Энди Томпсон — звукоинженер
- Бутч Уокер — производство
- Хэнк Уильямс — мастеринг
- Брайан Дэвид Уиллис — звукоинженер
- Дэн Уилсон — производство, написание песен

| - Тейлор Свифт — креативный директор - Сара Барлоу — фотография - Остин Хейл — дизайн - Джемма Мурадян — стилист - Бетани Ньюман — художественный руководитель - Джош Ньюман — художественный руководитель - Лорри Тёрк — визажист | - Тейлор Свифт — ведущий вокал, бэк-вокал - Джефф Бхаскер — бэк-вокал - Нейтан Чепмен — бэк-вокал - Кейтлин Эвансон — бэк-вокал - Элизабет Хьюетт — бэк-вокал («The Moment I Knew») - Тайлер Сэм Джонсон — бэк-вокал - Гэри Лайтбади — представленный на нек. песнях исполнитель, бэк-вокал - Сиара О’Лири — бэк-вокал - Эд Ширан — представленный на нек. песнях исполнитель - Джейк Синклер — бэк-вокал - Бутч Уокер — бэк-вокал - Дэн Уилсон — бэк-вокал | - Скотт Борчетта — исполнительный продюсер - Линн Беннетт — координация производства - Джейсон Кэмпбелл — координация производства - Майк Гриффит — координация производства - Джоанн Томинага — координация производства |  |

## Чарты
| Чарт (2012)                        | Высшая позиция |
| ---------------------------------- | -------------- |
| Australian Albums Chart            | 1              |
| Australian Country Albums Chart    | 1              |
| Austrian Albums Chart              | 3              |
| Belgian Albums Chart (Flanders)    | 2              |
| Chinese Albums Chart               | 1              |
| Canadian Albums Chart              | 1              |
| Croatia International Albums Chart | 7              |
| Danish Albums Chart                | 3              |
| Dutch Albums Chart                 | 7              |
| Finnish Albums Chart               | 49             |
| French Albums Chart                | 30             |
| German Albums Chart                | 5              |
| Irish Albums Chart                 | 1              |
| Italian Albums Chart               | 3              |
| Japanese Albums Chart              | 3              |
| Mexican Albums Chart               | 4              |
| New Zealand Albums Chart           | 1              |
| Norwegian Albums Chart             | 2              |
| Portuguese Albums Chart            | 8              |
| South African Albums Chart         | 4              |
| Spanish Albums Chart               | 4              |
| Swedish Albums Chart               | 8              |
| Swiss Albums Chart                 | 9              |
| Taiwanese Albums Chart             | 1              |
| UK Albums Chart                    | 1              |
| US Billboard 200                   | 1              |
| US Billboard Top Country Albums    | 1              |

| Чарт (2012)                       | Позиция |
| --------------------------------- | ------- |
| Australian Albums Chart           | 7       |
| Canadian Albums Chart             | 10      |
| Mexican Albums Chart              | 56      |
| New Zealand Albums Chart          | 6       |
| UK Albums (OCC)                   | 42      |
| US Billboard 200                  | 4       |
| US Billboard Top Country Albums   | 1       |
| US Billboard Digital Albums       | 4       |
| Чарт (2013)                       | Позиция |
| Australian Albums Chart           | 24      |
| Canadian Albums (Billboard)       | 8       |
| New Zealand Albums Chart          | 17      |
| UK Albums (OCC)                   | 27      |
| US Billboard 200                  | 2       |
| US Billboard Top Country Albums   | 1       |
| US Billboard Digital Albums       | 15      |
| Чарт (2014)                       | Позиция |
| Australian Albums Chart           | 96      |
| US Billboard 200                  | 106     |
| US Billboard Top Country Albums   | 24      |
| Чарт (2017)                       | Позиция |
| US Top Country Albums (Billboard) | 48      |
| Чарт (2018)                       | Позиция |
| US Top Country Albums (Billboard) | 28      |
| Чарт (2019)                       | Позиция |
| US Top Country Albums (Billboard) | 25      |
| Чарт (2020)                       | Позиция |
| US Country Albums (Billboard)     | 25      |

| Чарт (2010—2019)            | Позиция |
| --------------------------- | ------- |
| Australian Albums (ARIA)    | 23      |
| UK Albums (OCC)             | 96      |
| US Billboard 200            | 32      |
| US Billboard Country Albums | 11      |

| Чарт                      | Позиция |
| ------------------------- | ------- |
| Australian Albums (ARIA)  | 299     |
| New Zealand Albums (RMNZ) | 217     |
| US Billboard 200          | 140     |
| US Billboard 200 (Women)  | 37      |

## Сертификации
| Регион | Сертификация  | Продажи   |
| --- | ------------- | --------- |
| Австралия (ARIA) | 5× Платиновый | 350 000   |
| Австрия (IFPI Austria) | Платиновый    | 20 000*   |
| Бельгия (BEA) | 2× Платиновый | 60 000    |
| Бразилия (ABPD) | Золотой       | 20 000*   |
| Канада (Music Canada) | 4× Платиновый | 320 000^  |
| Колумбия | Золотой       |           |
| Дания (IFPI Danmark) | Платиновый    | 20 000    |
| Франция (SNEP) | Золотой       | 50 000    |
| Германия (BVMI) | Платиновый    | 200 000   |
| Ирландия (IRMA) | Платиновый    | 15 000^   |
| Япония (RIAJ) | Платиновый    | 250 000^  |
| Япония (RIAJ) · Digital download | Золотой       | 100 000*  |
| Мексика (AMPROFON) | Золотой       | 30 000^   |
| Новая Зеландия (RMNZ) | 2× Платиновый | 30 000^   |
| Польша (ZPAV) | Золотой       | 10 000*   |
| Сингапур (RIAS) | 2× Платиновый | 20 000*   |
| Швеция (GLF) | Золотой       | 20 000    |
| Швейцария (IFPI Switzerland) | Платиновый    | 30 000    |
| Великобритания (BPI) | 2× Платиновый | 619,000   |
| США (RIAA) | 7× Платиновый | 4,582,000 |
| * Данные о продажах приведены только на основе сертификации. · ^ Данные о тиражах приведены только на основе сертификации. · Данные о продажах + прослушиваниях приведены только на основе сертификации. |               |           |

## Хронология релиза
| Страна         | Дата            | Формат           | Лейбл               |
| -------------- | --------------- | ---------------- | ------------------- |
| Канада         | 22 октября 2012 | Deluxe           | Universal Music     |
| Новая Зеландия | 22 октября 2012 | Standard         | Universal Music     |
| Великобритания | 22 октября 2012 | Deluxe           | Mercury Records     |
| США            | 22 октября 2012 | Standard, deluxe | Big Machine Records |
| Италия         | 23 октября 2012 | Standard, deluxe | Universal Music     |
| Германия       | 26 октября 2012 | Standard, deluxe | Universal Music     |
| Нидерланды     | 26 октября 2012 | Standard, deluxe | Universal Music     |
| Австралия      | 26 октября 2012 | Deluxe           | Universal Music     |
| Франция        | 5 ноября 2012   | Standard, deluxe | Mercury Records     |
| Филиппины      | 5 ноября 2012   | Deluxe           | MCA Music Inc.      |